# Ailill mac Máta
Ailill mac Máta es el rey de los Connachta y marido de la reina Medb en el Ciclo del Úlster de la mitología irlandesa. Gobierna desde Cruachan (Rathcroghan, en el condado de Roscommon).

## Orígenes familiares, matrimonio y descendencia
Las sagas explican que mac Máta es un matronímico: su madre es Máta Muirisc, hija de Mága, de los Fir Ol nÉcmacht, una agrupación tribal de Connacht, a través de quien reclama el trono de los Connachta. Su padre es Rus Ruad, rey de los Laigin, cuyos otros hijos incluyen a Cairbre Nia Fer, rey de Tara, Find Fili, que le sucedió como rey del Laigin, y en algunos textos Cathbad, druida principal de Conchobar mac Nessa de los Ulaid. El Táin Bó Cúailnge dice que Medb le escogió tan marido, por delante de Find, Cairbre y Conchobar, porque él sólo entre ellos no tenía maldad, celos o miedo.
Una saga posterior, Cath Boinde, cuenta una historia diferente. Dice que Ailill era el nieto de la hermana de Medb, Ele, y llegó a Cruachan de niño para ser educado por Medb, que ya reinaba allí con su entonces marido Eochaid Dála. Creció hasta ser un buen guerrero y se convirtió en jefe de los guardaespaldas de Medb, y su amante. Eochaid intentó expulsar Ailill de Connacht, pero Medb no lo permitió. Entonces le desafíe a singular combate, y perdió. Ailill pasó a ser el marido de Medb y rey de los Connachta.
Ailill y Medb tuvieron siete hijos, todos llamados Maine. Originalmente tuvieron otros nombres, pero después de que Medb preguntara a un druida cuál de sus hijos mataría Conchobar, y recibió la respuesta "Maine", los rebautizó a todos como sigue:
- Fedlimid fue Maine Athramail ("como su padre")
- Cairbre fue Maine Máthramail ("como su madre")
- Eochaid fue Maine Andoe ("el veloz")
- Fergus fue Maine Taí ("el silencioso")
- Cet fue Maine Mórgor ("de deber grande")
- Sin fue Maine Mílscothach ("lengua de miel")
- Dáire fue Maine Móepirt ("sin descripción")

La profecía se cumplió cuando Maine Andoe mató a Conchobar, hijo de Arthur, hijo de Bruide — no Conchobar mac Nessa de los Ulaid, que es lo que Medb había supuesto que el druida quería decir. Medb y Ailill también tuvieron una hija, Findabair.

## Robo de ganado
Ailill dirigió el Táin Bó Cúailnge (razzia de ganado de Cooley) contra los Ulaid, una expedición que pretendía robar su mejor toro Donn Cúailnge. El prólogo a la versión más tardía del Táin dice que esto fue el resultado de una disputa entre Ailill y Medb sobre quién era más rico. Su riqueza era igual, excepto una cosa: el toro Finnbhennach, que nació de un rebaño de Medb rebaño, pero pensó que era indigno para él el ser propiedad de una mujer y pasó a ser propiedad de Aililld. El único toro único igual en Irlanda era Donn Cúailnge, así que se decidió hacerse con él para Medb para restaurar la igualdad.
Fergus mac Róich, un antiguo rey de los Ulaid en el exilio y amante de Medb amante, fue escogido para dirigir el camino del ejército. Durante la marcha, el ejército se partió en dos. Ailill dirigió un grupo, y Medb y Fergus, el otro, aprovechando para dormir juntos. Pero Ailill había enviado a su auriga, Cuillius, para espiarles, y Cuillius robó la espada de Fergus mientras estaba en flagrante. Ailill decidió perdonar a Medb pensando que probablemente estaba tratando de asegurarse la lealtad de Fergus, y mantuvo la espada de Fergus segura pero escondida.
Debido a una maldición divina sobre los Ulaid, sólo el héroe adolescente Cú Chulainn, salió al paso de la invasión, deteniendo el avance del ejército mediante la exigencia de combate singular en los vados. Medb y Ailill ofrecieron a su hija Findabair en matrimonio a varios héroes en pago por luchar contra Cú Chulainn, pero todos fueron derrotados. No obstante, aseguraron el toro. Después de que Conchobar finalmente reunió al ejército de Ulaid, Ailill devolvió su espada a Fergus y comenzó la batalla. Los Connachta fueron forzados a retroceder, pero Donn Cúailnge llegó hasta Cruachan, donde luchó contra Finnbhennach, le mató, y murió de sus heridas.

## Muerte
Ailill consiguió mantener su promesa a Medb de no ser celoso, pese a sus muchos amantes, hasta que la vio bañándose en un lago Fergus. Su hermano ciego Lugaid Dalléces estaba cerca, así que Ailill le dijo que un ciervo y un gamo estaban jugando en el lago y les desafió a matarlos con una lanza. Lugaid lanzó la lanza y mató a Fergus.
Años después, el héroe de los Ulaid Conall Cernach se estableció en la casa de Ailill y Medb, ya que la suya era la única hacienda en Irlanda que podría satisfacer su apetito. Medb descubrió que Ailill se veía con otra mujer y reclamó a Conall que lo matara, algo que se mostró feliz de hacer en venganza de Fergus. Ailill fue asesinado el 1 de mayo Lá Bealtaine, un martes. Conall huyó, pero los hombres de los Connachta le persiguieron y mataron en el vado de Ballyconnell, Condado de Cavan.

## Textos
- Ferchuitred Medba, aka Cath Bóinde: Los hombres de Medb, o la Batalla del Boyne
- Fled Bricrenn: El Festín de Bricriu
- Aisling Óenguso: El Sueño de Óengus
- Táin Bó Fraích: La Razzia del Ganado de Fráech
- Táin Bó Regamain: La Razzia del Ganado de Regamon
- Táin Bó Dartada: La Razzia del ganado de Dartaid
- Táin Bó Flidhais o El Mayo Táin: La Conducción del ganado de Flidais
- Echtra Nerae: Las Aventuras de Nera
- Táin Bó Cuailnge: La Razzia del Ganado de Cooley Recension 1, Recension 2
- Aided Fergusa meic Róig: La Muerte de Fergus mac Róich